# Autalia myrmecophila
Autalia myrmecophila är en skalbaggsart som beskrevs av Cameron 1948. Autalia myrmecophila ingår i släktet Autalia och familjen kortvingar. Inga underarter finns listade i Catalogue of Life.